# Adrian Bajrami
Adrian Bajrami (* 5. April 2002 in Langenthal) ist ein albanisch-schweizerischer Fussballspieler. Der Verteidiger steht als Leihspieler von Benfica Lissabon beim FC Luzern unter Vertrag und ist albanischer Nationalspieler.

## Karriere

### Verein
Bajrami stammt gebürtig aus dem Oberaargauer Langenthal und spielte in seiner Kindheit bis zur U15 beim lokalen FC Langenthal, ehe er in die Jugendabteilung des BSC Young Boys aufgenommen wurde. Aus der dortigen U17 wechselte er im Sommer 2018 in den Nachwuchs des portugiesischen Hauptstadtvereins Benfica Lissabon. Dort durchlief Bajrami die übrigen Jugendmannschaften und wurde 2019 mit einem Profivertrag ausgestattet, der 2021 verlängert wurde. 2022 gewann er mit dem Verein den U-20 Intercontinental Cup. Im Sommer 2022 rückte er anschliessend in die zweite Mannschaft des Vereins auf, die in der zweiten Liga antritt, und konnte sich dort auf Anhieb als Stammspieler durchsetzen. In der Rückrunde der Saison 2023/24 fungierte er bei der B-Mannschaft in Vertretung für den verletzten Francisco Domingues zudem als Kapitän und sass darüber hinaus ab Anfang 2024 zudem auch bei zwei Pflichtspielen der ersten Mannschaft auf der Ersatzbank. Zur folgenden Saison 2024/25 wurde er fest in den Kader der A-Mannschaft hochgezogen, kam dort jedoch erst im Januar 2025 zunächst im Pokal gegen den SC Farense und drei Tage später in der Liga gegen den FC Famalicão zu seinen ersten beiden Pflichtspieleinsätzen. Im weiteren Verlauf der Saison gehörte er zwar regelmäßig dem Spieltagskader an, kam allerdings nur noch zu zwei weiteren Pflichtspieleinsätzen im Pokal und keinem in der Liga. Im Juni 2025 nahm er mit Benfica an der Klub-Weltmeisterschaft teil und bestritt dort zwei Spiele gegen den Auckland City FC und den FC Bayern München.
Im Juli 2025 kehrte Bajrami in die Schweiz zurück und wechselte auf Leihbasis für ein Jahr mit anschliessender Kaufoption zum Superligisten FC Luzern.

### Nationalmannschaft
Als Sohn albanischer Eltern ist Bajrami sowohl für Schweizer als auch für albanische Auswahlmannschaften spielberechtigt. Darüber hinaus erhielt er auch Einladungen des nordmazedonischen und des kosovarischen Fussballverbands, die er jedoch ablehnte. Nachdem er im März 2019 zwei Freundschaftsspiele mit der albanischen U19-Nationalmannschaft bestritten hatte, spielte er im Oktober desselben Jahres zwei weitere Partien in der Schweizer U18-Auswahl und stand später auch im Kader der Schweizer U20, ohne dort zum Einsatz zu kommen.
Im März 2022 entschied sich Bajrami, zukünftig für Albanien auflaufen zu wollen, und wurde erstmals in den Kader der albanischen A-Nationalmannschaft berufen, ohne zunächst zum Einsatz zu kommen. Seit Juni 2022 gehört er darüber hinaus auch dem Kader der albanischen U21-Nationalmannschaft an. In der A-Auswahl debütierte er schliesslich am 13. Juni 2022 bei einem Freundschaftsspiel gegen Estland und bestritt im Herbst desselben Jahres noch zwei weitere Freundschaftsspiele gegen Italien und Armenien.